# Léon Crublier de Fougères
Léon Crublier de Fougères (6 août 1785, Châteauroux - 17 mars 1865, Châteauroux), est un homme politique français.

## Biographie
Petit-fils de Léon Crublier de Chandaire, maire de Châteauroux, il était propriétaire à Châteauroux et conseiller général de l'Indre, quand il fut élu, le 24 novembre 1827, député de ce département, au grand collège, face au comte de Montbel. 
Il vota avec les royalistes modérés, suivit la politique du centre gauche, fut des 221, et ne fit pas partie d'autres législatures.
Sa fille épousa le fils de Louis-Joseph de Montbel et son fils la fille d'Alexandre Gaulthier de Rigny.